# Kalophrynus pleurostigma
Kalophrynus pleurostigma es una especie de anfibio anuro de la familia Microhylidae.

## Distribución geográfica
Esta especie es endémica de Sumatra en Indonesia. 
Su presencia en Java es incierta.

## Descripción
El neotipo femenino mide 34,5 mm.

## Taxonomía
Esta especie fue redefinida por Zug en 2015.

## Publicación original
- Tschudi, 1838 : Classification der Batrachier, mit Berucksichtigung der fossilen Thiere dieser Abtheilung der Reptilien, p. 1-99[6]